# تیوگا (ویرجینیای غربی)
تیوگا(به انگلیسی: Tioga) شهری در ایالت ویرجینیای غربی کشور ایالات متحده آمریکا است که جمعیت آن در سرشماری سال ۲۰۱۰ میلادی، ۹۸ نفر بوده‌است.